# Halowe Mistrzostwa Świata w Lekkoatletyce 2025 – skok w dal kobiet
Skok w dal kobiet – jedna z konkurencji technicznych rozgrywanych podczas halowych lekkoatletycznych mistrzostw świata w Nanjing’s Cube w Nankinie.
Tytułu mistrzowskiego z 2024 nie broniła Tara Davis-Woodhall.

## Terminarz
Źródło: worldathletics.org.
| Data     | Godzina |       |
| -------- | ------- | ----- |
| 23 marca | 03:19   | Finał |

## Rekordy
W poniższej tabeli przedstawiono (według stanu przed rozpoczęciem mistrzostw) rekord świata, rekord halowych mistrzostw świata, rekordy kontynentów oraz najlepszy wynik na listach światowych w 2025.
|                                   | Zawodniczka          | Wynik | Miejsce     | Data                 |
| --------------------------------- | -------------------- | ----- | ----------- | -------------------- |
| Rekord świata                     | Galina Czistiakowa   | 7,52  | Leningrad   | 11 czerwca 1988(dts) |
| Rekord halowych mistrzostw świata | Brittney Reese       | 7,23  | Stambuł     | 11 marca 2012(dts)   |
| Rekord Afryki                     | Ese Brume            | 7,17  | Chula Vista | 29 maja 2021(dts)    |
| Rekord Ameryki Południowej        | Maurren Maggi        | 7,26  | Bogota      | 25 czerwca 1999(dts) |
| Rekord Ameryki Północnej          | Jackie Joyner-Kersee | 7,49  | Nowy Jork   | 22 maja 1994(dts)    |
| Rekord Ameryki Północnej          | Jackie Joyner-Kersee | 7,49  | Sestriere   | 31 lipca 1994(dts)   |
| Rekord Australii i Oceanii        | Brooke Buschkuehl    | 7,13  | Chula Vista | 9 lipca 2022(dts)    |
| Rekord Azji                       | Yao Weili            | 7,01  | Jinan       | 4 czerwca 1993(dts)  |
| Rekord Europy                     | Galina Czistiakowa   | 7,52  | Leningrad   | 11 czerwca 1988(dts) |
| Listy światowe                    | Malaika Mihambo      | 7,07  | Karlsruhe   | 7 lutego 2025(dts)   |

## Listy światowe
Poniższa tabela przedstawia 10 najlepszych wyników na świecie uzyskanych w sezonie 2025 przed rozpoczęciem mistrzostw.
Źródło: worldathletics.org.
| Poz. | Zawodniczka       | Reprezentacja     | Wynik | Data                | Miejsce        |
| ---- | ----------------- | ----------------- | ----- | ------------------- | -------------- |
| 1.   | Malaika Mihambo   | Niemcy            | 7,07  | 7 lutego(dts) br    | Karlsruhe      |
| 2.   | Anthaya Charlton  | Bahamy            | 6,98  | 31 stycznia(dts) br | Fayetteville   |
| 3.   | Tacoria Humphrey  | Stany Zjednoczone | 6,94  | 28 lutego(dts) br   | Indianapolis   |
| 3.   | Larissa Iapichino | Włochy            | 6,94  | 8 marca(dts) br     | Apeldoorn      |
| 5.   | Annik Kälin       | Szwajcaria        | 6,90  | 8 marca(dts) br     | Apeldoorn      |
| 5.   | Lex Brown         | Stany Zjednoczone | 6,90  | 14 marca(dts) br    | Virginia Beach |
| 7.   | Mikaelle Assani   | Niemcy            | 6,79  | 7 lutego(dts) br    | Karlsruhe      |
| 7.   | Jasmine Moore     | Stany Zjednoczone | 6,79  | 14 lutego(dts) br   | Fayetteville   |
| 7.   | Jelena Sokołowa   | Rosja             | 6,79  | 1 marca(dts) br     | Moskwa         |
| 10.  | Wiktorija Gorłowa | Rosja             | 6,76  | 1 marca(dts) br     | Moskwa         |

Pogrubioną czcionką oznaczono zawodniczki, które wzięły udział w mistrzostwach.

## Wyniki

### Finał
Źródło: worldathletics.org.
| Pozycja | Zawodniczka           | Reprezentacja     | Runda | Runda | Runda | Runda | Runda | Runda | Wynik | Uwagi |
| Pozycja | Zawodniczka           | Reprezentacja     | 1     | 2     | 3     | 4     | 5     | 6     | Wynik | Uwagi |
| ------- | --------------------- | ----------------- | ----- | ----- | ----- | ----- | ----- | ----- | ----- | ----- |
| 01 !    | Claire Bryant         | Stany Zjednoczone | 6,76  | 6,72  | 6,90  | x     | 6,96  | x     | 6,96  | PB    |
| 02 !    | Annik Kälin           | Szwajcaria        | x     | 6,63  | 6,59  | 6,46  | 6,66  | 6,83  | 6,83  |       |
| 03 !    | Fátima Diame          | Hiszpania         | 6,72  | x     | 6,50  | x     | 6,46  | 6,41  | 6,72  |       |
| 4.      | Płamena Mitkowa       | Bułgaria          | x     | x     | 6,63  | x     | –     | x     | 6,63  |       |
| 5.      | Alina Rotaru-Kottmann | Rumunia           | 6,30  | 6,59  | 6,54  | 6,36  | x     | 6,48  | 6,59  | SB    |
| 6.      | Anthaya Charlton      | Bahamy            | 6,24  | x     | 6,48  | 6,57  | 6,46  | 6,49  | 6,57  |       |
| 7.      | Anna Matuszewicz      | Polska            | 6,10  | x     | 6,47  | 6,56  | 5,94  | NQ    | 6,56  |       |
| 8.      | Monae’ Nichols        | Stany Zjednoczone | 6,49  | x     | x     | x     | x     | NQ    | 6,49  |       |
| 9.      | Jessica Kähärä        | Finlandia         | 6,14  | 6,44  | 6,37  | 6,39  | NQ    | NQ    | 6,44  |       |
| 10.     | Funminiyi Olajide     | Wielka Brytania   | 6,38  | x     | 6,41  | 6,38  | NQ    | NQ    | 6,41  |       |
| 11.     | Huang Yingying        | Chiny             | 6,24  | x     | 6,39  | NQ    | NQ    | NQ    | 6,39  |       |
| 12.     | Tyra Gittens          | Trynidad i Tobago | 6,27  | 6,36  | 6,05  | NQ    | NQ    | NQ    | 6,36  |       |
| 13.     | Milica Gardašević     | Serbia            | x     | 6,33  | x     | NQ    | NQ    | NQ    | 6,33  |       |